# Aleksandrs Obižajevs
Aleksandrs Obižajevs (né le 16 septembre 1959 à Saulkrasti) est un athlète soviétique, devenu letton en 1993, spécialiste du saut à la perche. Licencié au Dinamo Rīga puis à l'ASK Rīga et enfin au Darba Rezerves, il mesure 1,88 m pour 90 kg.

## Biographie
Sa meilleure performance est de 5,80 m, établie aux championnats d'URSS de 1987 à Briansk. C'est le record de Lettonie jusqu'en 2025, où il est battu par Valters Kreišs.

### Palmarès
| Date | Compétition                    | Lieu     | Résultat | Performance |
| ---- | ------------------------------ | -------- | -------- | ----------- |
| 1983 | Championnats d'Europe en salle | Budapest | 2e       | 5,60 m      |
| 1987 | Championnats du monde          | Rome     | 9e       | 5,50 m      |

### Records
| Épreuve          | Performance | Lieu    | Date            |
| ---------------- | ----------- | ------- | --------------- |
| Saut à la perche | 5,80 m      | Briansk | 17 juillet 1987 |